# 四川普通话
四川普通话，简称川普，又称椒盐普通话，是一种把四川话（主要是成渝话）换上普通话的音调而成的一种语言，通常带有调侃的语气。川普广泛流行于四川及重庆地区，一般地，会说普通话的四川人或重庆人都能掌握，且川普被大量不会说普通话的人口作为交际时普通话的替代品。川普是四川地区同中国其它地区交流日趋频繁，以及中国大陸政府对普通话的大力推广下的产物。

## 文化及影响
四川普通话在四川地区被广泛接受，并形成了以“川普歪唱”（用川普翻唱并改编既有的流行歌曲）为代表的一系列地方文化。此类歌曲在四川地区十分受欢迎，出现了如廖健、牙尖帮、欧阳雨晖、川音绵绵等一系列川普歌手。另外，在成都的一些电视或广播节目里（如《吃在成都》）四川普通话也成了使用的语言之一。
批评者认为川普文化通常来自于网络和世俗生活，内容的审美低俗、格调不高，对这些内容进行大范围的传播，可能对社会风气有不利影响；其中常带有粗俗语言，对四川的对外形象也颇具影响。
支持者认为川普文化较之主流文化更加通俗、贴近民众，所谓“粗俗”是对地方文化的一种歧视。另外，四川是中国方言比较强势的地区，这同时有利于保存四川独特的地方文化。